# Albert Jordens
Albert Jordens (Liegi, 27 dicembre 1902 – Liegi, 2 maggio 1947) è stato un ciclista su strada belga.
Professionista dal 1919 al 1931, vinse tre corse come professionista, e si piazzò secondo alla Liegi-Bastogne-Liegi del 1922.   

## Carriera
Passato professionista con l'Alcyon, una delle più importanti squadre degli inizi del novecento, con la quale raccolse alcuno piazzamenti al Tour de France e al Giro del Belgio.

## Palmarès
- 1922

Liegi-Malmédy-Liegi
- 1923

Retinne-Spa-Retinne
- 1925

Grand Prix Sporting (cronometro)

## Piazzamenti

### Grandi Giri
- Tour de France

1921: 46°
1922: ritirato
1925: 41°

### Classiche monumento
- Giro delle Fiandre

1923: 16º
- Parigi-Roubaix

1922: 18º
- Liegi-Bastogne-Liegi

1921: 17º
1922: 2º
1924: 27º